# دی‌هیدروتستوسترون
دی‌هیدروتستوسترون (به انگلیسی: Dihydrotestosterone)،۵-آلفا دی‌هیدروتستوسترون (به انگلیسی: 5α-dihydrotestosterone) آندروستانولون (به انگلیسی: androstanolone) یا استانولون (به انگلیسی: stanolone) یک آندروژن درونزاد از هورمون‌های استروئیدی جنسی است.